# Газахский государственный драматический театр
Газахский Государственный Драматический Театр имени Самеда Вургуна (азерб. Qazax Dövlət Dram Teatrı; азербайджанский театр, был основан в 1938 году.

## История
Впервые в 1938 году в Газахе был основан колхозно-совхозный театр, который в 1943 году был преобразован в драматический театр, названный в честь известного азербайджанского поэта Самеда Вургуна. Театр действовал как Государственный драматический театр до 1949 года. В этот период репертуар театра включал произведения азербайджанской и мировой классики, а также современные литературные произведения.
Среди выдающихся артистов и деятелей, работавших в театре, были Народный артист Грузинской ССР Ибрагим Исфаханлы, Народный артист Азербайджанской ССР Мухтар Авшаров, Солмаз Орлинская, Барат Шекинская, заслуженные артисты Алихейдар Гасанзаде, Рюсхара Агаева, режиссёр Меджид Зейналов и другие.
С 1960 года театр функционировал как Народный театр, а в 1988 году ему был возвращен статус Государственного драматического театра. 1 июня 1989 года театр представил свою первую постановку — историческую трагедию Народного поэта Бахтияра Вахабзаде «Дар агачы» («Виселица»). За прошедшие годы театр поставил более 70 произведений и неоднократно принимал участие в республиканских фестивалях.
В разное время в театре работали Народные артисты Азербайджана Зульфугар Аббасов, Тариель Касымов, Рафик Алиев, Вакиф Шарифов, а также заслуженные артисты Видади Алиев, Мюневвер Алиева. Театр обращался к произведениям русской, немецкой, болгарской, турецкой и таджикской драматургии, но основу репертуара составляют классические и современные азербайджанские пьесы.

## Деятельность
Театр регулярно проводил гастроли в районах Грузии, населённых азербайджанцами. В начале 1990-х годов, до перемирия, труппа театра выступала перед солдатами в Карабахе, в районах Агдере и Тертер. Театр также является участником различных фестивалей, проводимых Министерством культуры и туризма и Союзом театральных деятелей Азербайджана.

## Руководство
- Директор: Сакиф Сары оглы Искендеров
- Главный режиссёр: Муса Эйюб оглы Эйубов